# Idioma javanés
El javanés (en javanés, båså Jåwå; en alfabeto javanés: ꦧꦱꦗꦮ y en pegón: باسا جاوا) es la lengua que se habla en las zonas central y oriental de la isla de Java, en Indonesia. La hablan aproximadamente 75 500 000 personas. El javanés pertenece a la familia austronesia; por lo tanto, está relacionado con el indonesio y con el malayo. Muchos hablantes de javanés también hablan bahasa indonesio como lengua oficial y de negocios.
El javanés pertenece a la subrama Java-maláyica de las lenguas malayo-sumbawanas, rama a su vez de la subfamilia malayo-polinesia de la superfamilia austronesia. Es una lengua bastante cercana al malayo, al sondanés, al madurés, al balinés y, en menor medida, a varias lenguas de Sumatra y Borneo. 
Fuera de Indonesia existen grandes comunidades de hablantes de javanés en países vecinos como: Timor Oriental, Malasia, Singapur, Australia, Taiwán y Hong Kong. También se encuentran comunidades de hablantes en  Nueva Caledonia y Países Bajos.

## Introducción

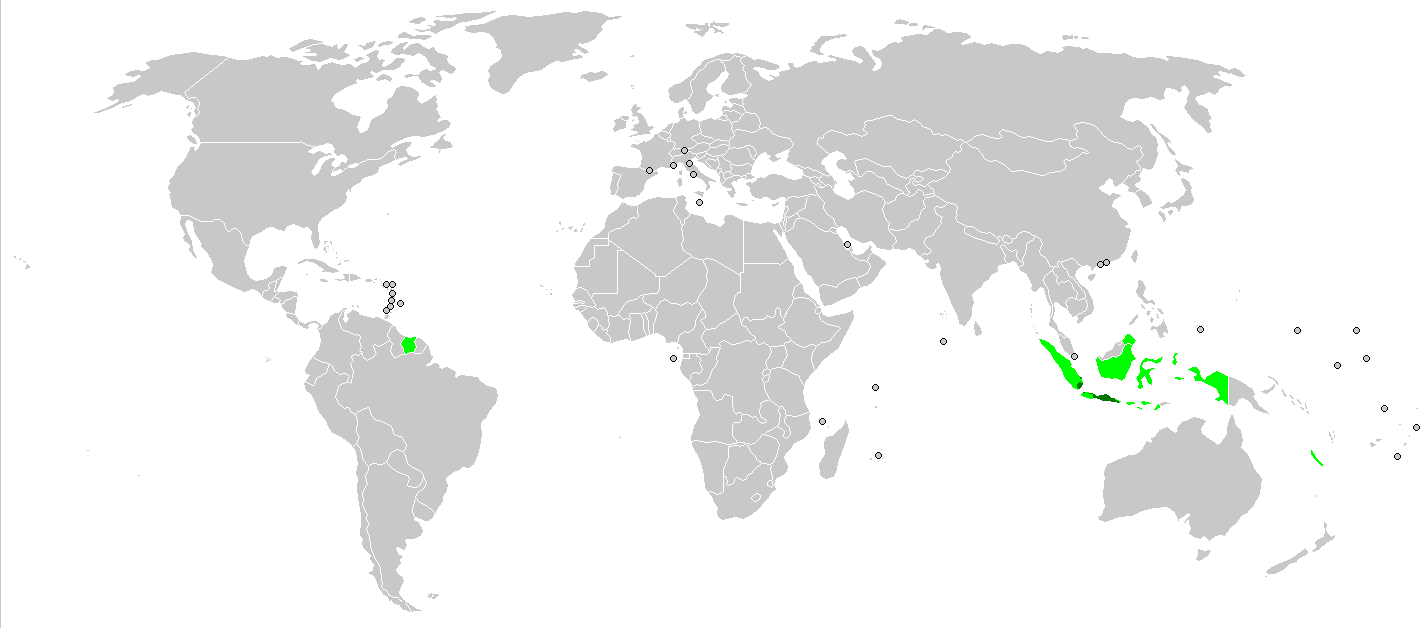
Extensión de idioma javanés

Porcentaje de hablantes nativos del javanés por región (Indonesia)

El idioma javanés pertenece a la subrama súndica de la rama malayo-polinesia occidental, la cual a su vez es una rama de la subfamilia malayo-polinesia de la familia austronesia. Está relacionado lingüísticamente con el malayo, el sondanés, el madurés, la lengua balinesa y en menor grado con varios lenguajes de Sumatra y Borneo, incluyendo el filipino y el malgache.
El javanés es hablado en la parte central y este de la isla de Java, así como en la costa norte de Java Occidental. En Madura, Bali, Lombok y la región de Sunda es utilizado como lengua literaria.  Fue la lengua de la corte en Palembang, en la provincia de Sumatra del Sur, hasta que el palacio fue saqueado por los neerlandeses a finales del siglo XVIII.
El javanés puede ser considerado como una de las lenguas clásicas del mundo, con una vasta literatura que abarca más de doce siglos. Los estudiosos dividen el desarrollo del idioma en cuatro etapas diferentes:
- Antiguo javanés (desde el siglo IX)
- Javanés medio (desde el siglo XIII)
- Nuevo javanés (desde el siglo XVI)
- Javanés moderno (desde el siglo XX) (esta clasificación no es usada universalmente)

El idioma es escrito utilizando la escritura javanesa (descendiente de la escritura brahmánica de la India), la escritura arabo-javanesa, el alfabeto árabe y el alfabeto latino. Aunque no es el idioma oficial de ningún país es la lengua austronesia con más hablantes nativos.  Es hablada o estudiada por aproximadamente 80 millones de personas. Al menos el 45 % de la población de Indonesia es de origen javanés. Por tal razón, el javanés ha tenido un profundo impacto en el desarrollo del indonesio, lengua nacional de Indonesia, un dialecto del malayo.

## Historia
En general, la historia de la lengua javanesa puede dividirse en dos fases distintas: 1) el javanés antiguo y 2) el javanés nuevo.

### Javanés antiguo
La forma más antigua de javanés antiguo se encuentra en la inscripción de Sukabumi, que data del año 804 de la era cristiana. Entre los siglos IX y XV, esta forma de javanés floreció en la isla de Java. El javanés antiguo suele escribirse en forma de versos. Esta variedad lingüística también se denomina kawi o 'de los poetas, poético', aunque este término también podría utilizarse para referirse a los elementos arcaicos de la literatura del nuevo javanés. El sistema de escritura utilizado para escribir el javanés antiguo es descendiente de la escritura Pallava de la India. Casi la mitad de todo el vocabulario encontrado en la literatura javanesa antigua son préstamos de la lengua Sanskrit, aunque el javanés antiguo también tomó prestados términos de otras lenguas del Sudeste Asiático Marítimo.
La forma de javanés antiguo que se encuentra en varios textos a partir del siglo XIV (la mayoría escritos en Bali) se denomina a veces "javanés medio". Ambas formas escritas, el javanés antiguo y el medio, no se han utilizado ampliamente en Java desde principios del siglo XVI. Sin embargo, las obras en javanés antiguo y la tradición poética siguen conservándose en la Bali de influencia javanesa, y esta variedad se utiliza también con fines religiosos.

### Javanés nuevo
El javanés nuevo surgió como la principal forma literaria de la lengua en el siglo XVI. El cambio en el sistema literario se produjo cuando el Islam empezó a ganar influencia en Java. En sus inicios, la forma literaria javanesa moderna se basaba en la variedad hablada en la costa norte de Java, donde el islam ya había ganado terreno entre la población local. Muchas de las obras escritas en esta variedad eran de carácter islámico, y varias de ellas eran traducciones de obras en malayo. También se adoptó el abjad árabe (como Pegon) para escribir el javanés.
El surgimiento del Mataram en el siglo XVII hizo que la principal forma literaria del javanés se basara en la variedad del interior. Esta tradición escrita fue conservada por los escritores de Surakarta y Yogyakarta, y más tarde se convirtió en la base del estándar escrito moderno de la lengua. Otro desarrollo lingüístico asociado con el surgimiento de Mataram es la estratificación del javanés en niveles de habla como ngoko y krama, que eran desconocidos en el javanés antiguo.
Los libros en javanés se imprimen desde la década de 1830, al principio con la escritura javanesa, aunque posteriormente se empezó a utilizar el alfabeto latino. Desde mediados del siglo XIX, el javanés se utiliza en periódicos y diarios de viaje, y más tarde, también en novelas, relatos cortos y versos libres. Hoy en día, se utiliza en los medios de comunicación, desde libros hasta programas de televisión, y la lengua también se enseña en las escuelas de las zonas principalmente javanesas.

## Dialectos
Existen tres grupos principales de dialectos del javanés hablados en la subregión donde viven los hablantes. Son: javanés occidental, javanés oriental y javanés central. Las diferencias entre estos grupos dialectales son fundamentalmente la pronunciación y, en menor medida, el vocabulario. Todos los dialectos javaneses son más o menos mutuamente inteligibles. 
La variante de Java Central, basada en la forma de Surakarta (y también en un cierto grado en la de Yogyakarta), es considerado como el dialecto javanés más "refinado". En consecuencia, el javanés estándar se basa en este dialecto. Estas dos ciudades son las sedes de los cuatro principados javaneses, herederos del Sultanato de Mataram, que una vez reinó en la casi totalidad de Java y más allá.

## Hablantes

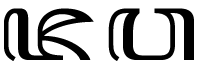
La palabra Jawa (Java) escrita en escritura javanesa.

La lengua se habla en la Yogyakarta, Central y Java Oriental, así como en la costa norte de Java Occidental y Banten. También es hablado en otros lugares por los javaneses de otras provincias de Indonesia, que son numerosos debido al programa de transmigración sancionado por el gobierno a finales del siglo XX, incluyendo las provincias de Lampung, Jambi y Sumatra del Norte. En Surinam, el javanés se habla entre los surinameses javaneses (descendientes de los emigrantes de las plantaciones) traídos por los holandeses durante el siglo XIX. En Madura, Bali, Lombok y la región de Sunda de Java Occidental, también se utiliza como lengua literaria. Fue la lengua de la corte en Palembang, Sumatra del Sur, hasta que el palacio fue saqueado por los holandeses a finales del siglo XVIII.
El javanés se escribe con el escritura latina, la escritura javanesa y el escritura árabe. En la actualidad, la escritura latina domina los escritos, aunque la escritura javanesa se sigue enseñando como parte de la asignatura obligatoria de lengua javanesa en los niveles de primaria hasta secundaria en Yogyakarta, Java Central y Oriental.
El javanés es la décima lengua del mundo más importante por número de hablantes nativos y la quinta lengua más importante sin estatus oficial a nivel nacional. Lo hablan o lo entienden aproximadamente 100 millones de personas. Al menos el 45% de la población total de Indonesia es de ascendencia javanesa o vive en una zona donde el javanés es la lengua dominante. Los siete presidentes indonesios desde 1945 han sido de ascendencia javanesa. Por ello, no es de extrañar que el javanés haya tenido una profunda influencia en el desarrollo del indonesio, la lengua nacional de Indonesia.
Existen tres dialectos principales de la lengua moderna: El javanés central, el javanés oriental y el javanés occidental. Estos tres dialectos forman un continuo dialectal desde el norte de Banten en el extremo occidental de Java hasta la Regencia de Banyuwangi en el extremo oriental de la isla. Todos los dialectos javaneses son más o menos mutuamente inteligibles.

### Reconocimiento oficial
El javanés es designado como el idioma oficial de la Región Especial de Yogyakarta en virtud del Reglamento de la Región Especial de Yogyakarta Número 2 de 2021. Anteriormente, Java Central promulgó una norma similar: la Normativa Regional 9/2012-pero esto no implicó un estatus oficial para el idioma.

## Sintaxis
El javanés moderno por lo general emplea el orden de palabras sujeto-verbo-objeto (SVO) al formular oraciones. Sin embargo, el javanés antiguo a veces utiliza el orden de palabras verbo-sujeto-objeto (VSO) y otras verbo-objeto-sujeto para formar oraciones. Aún en el javanés moderno, a veces se utilizan oraciones arcaicas con la estructura VSO.
Ejemplos:
- Javanés moderno: "Dhèwèké (S) teka (V) ing (pp.) karaton (O)".[13]
- Javanés antiguo: "Teka (V) ta (part.) sira (S) ri (pp.) -ng (artículo definido) kadhatwan (O)".[14]

Ambas oraciones significan: "El (S) ingresa (V) dentro (pp.) el (artículo definido) palacio (O)". En la oración en javanés antiguo, el verbo se coloca al comienzo y se separa mediante la partícula ta del resto de la oración. En javanés moderno el artículo definido se ha perdido, y la definición es expresada de otra forma si es necesario.
Los verbos no poseen inflexiones que indiquen persona o número. No existe tiempo gramatical; el tiempo es expresado mediante palabras auxiliares que significan "ayer", "ya sucedió", etc. Existe un complejo sistema de afijos verbales que expresan diferencias en el estatus en el sujeto y el objeto. Sin embargo, en general la estructura de las oraciones en javanés tanto antiguo como moderno se pueden describir uando el modelo tópico - comentario, sin necesidad de utilizar categorías gramáticas convencionales. El tópico es la cabeza de la oración; el comentario es el modificador. Por lo que la oración ejemplo posee la siguiente descripción simple: Dhèwèké = tópico; teka = comentario; ing karaton = sitio.

## Números
[Ngoko javanés se encuentra a la izquierda, y Krama javanés se encuentra a la derecha.]
| Número  | Escritura javanesa | Ngoko             | Krama                  | Notas                   |
| ------- | ------------------ | ----------------- | ---------------------- | ----------------------- |
| 0       | ꧇꧐꧇                | nul               | nul                    | derivado del neerlandés |
| 1       | ꧇꧑꧇}               | siji              | satunggal              |                         |
| 2       | ꧇꧒꧇                | loro              | kalih                  |                         |
| 3       | ꧇꧓꧇                | telu              | tiga                   |                         |
| 4       | ꧇꧔꧇                | papat             | sakawan                |                         |
| 5       | ꧇꧕꧇                | lima              | gangsal                |                         |
| 6       | ꧇꧖꧇                | enem              | enem                   |                         |
| 7       | ꧇꧗꧇                | pitu              | pitu                   |                         |
| 8       | ꧇꧘꧇                | wolu              | wolu                   |                         |
| 9       | ꧇꧙꧇                | sanga             | sanga                  |                         |
| 10      | ꧇꧑꧐꧇               | sapuluh           | sadasa                 |                         |
| 11      | ꧇꧑꧑꧇               | sewelas           | satunggal welas        |                         |
| 20      | ꧇꧒꧐꧇               | rong puluh        | kalih dasa             |                         |
| 21      | ꧇꧒꧑꧇               | se likur          | satunggal likur        |                         |
| 22      | ꧇꧒꧒꧇               | ro likur          | kalih likur            |                         |
| 23      | ꧇꧒꧓꧇               | telu likur        | tigang likur           |                         |
| 24      | ꧇꧒꧔꧇               | pat likur         | sakawan likur          |                         |
| 25      | ꧇꧒꧕꧇               | se lawé           | salangkung             |                         |
| 26      | ꧇꧒꧖꧇               | nem likur         | enem likur             |                         |
| 27      | ꧇꧒꧗꧇               | pitu likur        | pitung likur           |                         |
| 28      | ꧇꧒꧘꧇               | wolu likur        | wolung likur           |                         |
| 29      | ꧇꧒꧙꧇               | songo likur       | sangang likur          |                         |
| 30      | ꧇꧓꧐꧇               | telung puluh      | tigang dasa            |                         |
| 31      | ꧇꧓꧑꧇               | telung puluh siji | tigang dasa satunggal  |                         |
| 40      | ꧇꧔꧐꧇               | patang puluh      | sakawan dasa           |                         |
| 41      | ꧇꧔꧑꧇               | patang puluh siji | sakawan dasa satunggal |                         |
| 50      | ꧇꧕꧐꧇               | sèket             | sèket                  |                         |
| 51      | ꧇꧕꧑꧇               | sèket siji        | sèket satunggal        |                         |
| 60      | ꧇꧖꧐꧇               | sewidak           | sawidak                |                         |
| 61      | ꧇꧖꧑꧇               | sewidak siji      | sawidak satunggal      |                         |
| 70      | ꧇꧗꧐꧇               | pitung puluh      | pitung dasa            |                         |
| 80      | ꧇꧘꧐꧇               | wolung puluh      | wolung dasa            |                         |
| 90      | ꧇꧙꧐꧇               | sangang puluh     | sangang dasa           |                         |
| 100     | ꧇꧑꧐꧐꧇              | satus             | satunggal atus         |                         |
| cientos | cientos            | atusan            | atusan                 |                         |
| 1000    | ꧇꧑꧐꧐꧐꧇             | sèwu              | satunggal èwu          |                         |
| miles   | miles              | éwon              | éwon                   |                         |